# Lágrimas de Curumuy
Lágrimas de Curumuy es un caserío peruano ubicado en el distrito de Piura, perteneciente a la provincia y departamento homónimo, al norte del Perú. 

## Ubicación
Lágrimas de Curumuy se ubica al oeste de la provincia de Piura, en el distrito de Piura, en el departamento de Piura.

## Demografía
En 2017 Lágrimas de Curumuy tenía una población de 338 habitantes.
| Gráfica de evolución demográfica de Lágrimas de Curumuy entre 1993 y 2017 |
|                                                                           |
| Fuentes: Población 1993 y 2017                                            |